# Convorbiri Literare
Convorbiri Literare (roumain : « Entretiens littéraires » ou « Causeries littéraires ») est un magazine littéraire roumain publié en Roumanie. C'est l'une des revues les plus importantes de la Roumanie du XIXe siècle.

## Historique
Convorbiri Literare est fondé par Titu Maiorescu en 1867,,. Le magazine est l'organe de presse du groupe Junimea, une société littéraire fondée en 1864,. Le groupe est composé de Moldaves aristocrates à l'exception de Titu Maiorescu. Le magazine a d'abord son siège à Iași et déménage à Bucarest en 1885,.
Convorbiri Literare est publié mensuellement par la maison d'édition Convorbiri Literare. Il couvre des critiques d'art et des traductions d'œuvres littéraires. À partir de 1906, la revue présente également des articles sur les arts plastiques. Parmi ses contributeurs se trouvent entre autres Alexandru Tzigara-Samurcaș et Apcar Baltazar, mais aussi Mihai Eminescu, Ion Creangă et Ion Luca Caragiale.

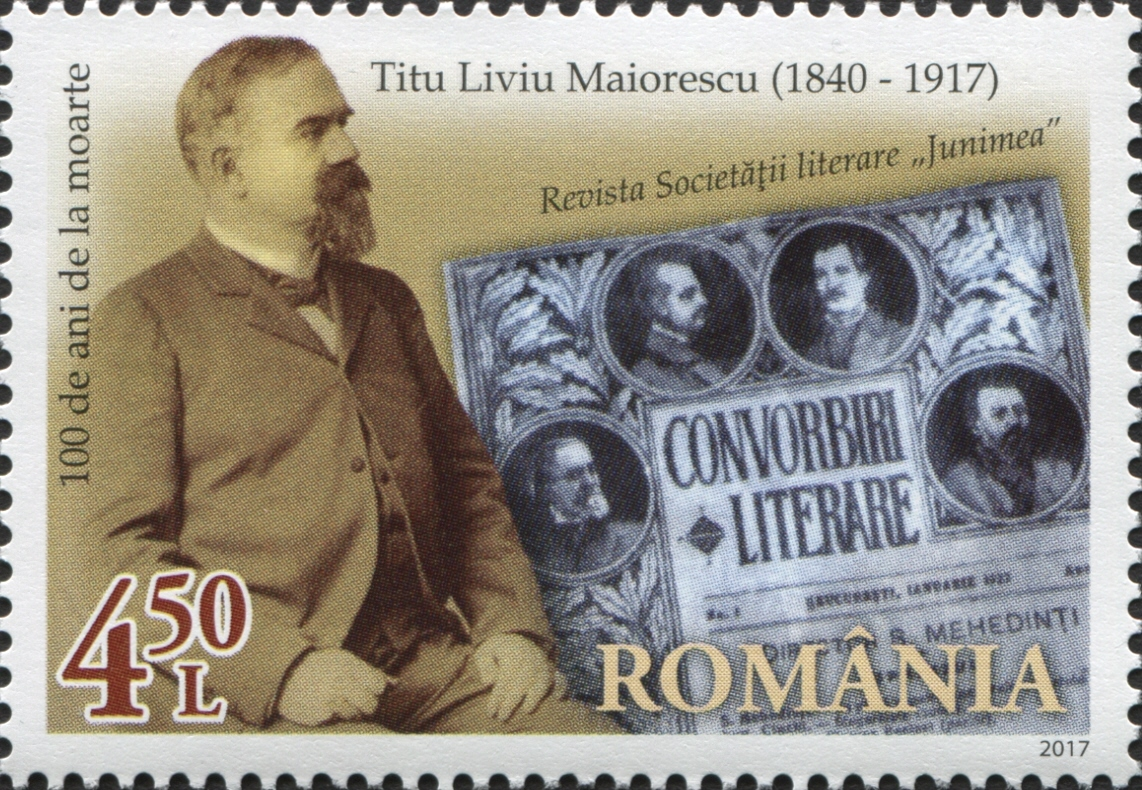
Timbre roumain de 2017, à l'effigie de Titu Maiorescu, fondateur du Convorbiri Literare.

Le magazine est publié sans interruption jusqu'en mars 1944. À la suite de la guerre puis de la prise de pouvoir par le régime communiste, le titre est stoppé. Il ne sera relancé qu'en 1970. Depuis 1996, il est publié mensuellement, le 20 de chaque mois, sous forme de tabloïd de 48 pages.
Convorbiri Literare a une position conservatrice, et son rival est le Contemporanul (ro), magazine littéraire socialiste pendant le régime communiste en Roumanie.

## Directeurs
- Iacob Negruzzi, directeur (1867 - 1895), écrivain, dramaturge, critique littéraire, homme politique et président de l'Académie roumaine ;
- Nicolae Petrescu, directeur intérimaire (1888 - 1889), philosophe, écrivain, biographe et sociologue ;
- Ioan Bogdan (ro), directeur (1902 - 1906), linguiste, philologue et historien ;
- Simion Mehedinți (ro), directeur (1907 - 1923), universitaire, géographe et géopoliticien ;
- Alexandru Tzigara-Samurcaș, directeur (1924 - 1939), historien de l'art, ethnographe, muséologue et journaliste culturel ;
- Ilie Torouțiu (ro), directeur (1939 - 1944), critique, historien littéraire, folkloriste et traducteur ;
- Dumitru Ignea, éditeur (1970 - 1971)[11] ;
- Corneliu Ștefanache, éditeur (1972 - 1976)[11] ;
- Corneliu Sturzu (ro), éditeur (1977 - 1989)[11], poète, prosateur et essayiste ;
- Alexandru Marcel Dobrescu, éditeur (1990 - 1995)[11], écrivain et critique littéraire ;
- Cassian Maria Spiridon (ro), directeur (depuis 1996)[12], poète, essayiste et réalisateur.